# A Tramuntana
A Tramuntana es el nombre de una revista satírica fundada en 1896 en Ajaccio por el escritor corso Santu Casanova, que fue su director hasta 1914, fecha en que la revista dejó de existir. 
Desde la revista, Casanova propuso fijar una ortografía unificada para la lengua corsa, una unificación literaria de los diversos dialectos corsos basada en el habla cismuntana. La revista ha sido siempre uno de los principales focos de desarrollo de la cultura autóctona de la isla, y en ella publicaron los principales autores corsos, como Petru Rocca.
- Datos: Q3602809